# Байбек (батыр)
Байбек батыр, Байбак (гг. рожд. и смерти неизв. примерно XVIII век) — батыр, бий. В русcких источниках “туленгут”, “дворцовый служитель” Абулхайр хана.

## Биография
Английский художник Джон Кэстль, посетивший дворец Абулхайр-хана в 1736 году, называл его “Байбек Аглык”. Принимал активное участие в решении проблем казахcко-русских, казахско-башкирских и казахско-калмыцких отношений. В начале 30-х гг. XVIII в. Байбек побывал в Петербурге по вопросу принятия Младшим жузом российского подданства. Об этом 10 июня 1743 года царица Российской империи Анна Иоанновна указала в грамоте, направленной батырам и старшинам Старшего жуза. Байбек батыр был аталыком Айшуак султана. После гибели Абулхайр-хана выполнял поручения Бопай Ханым и Нуралы-хана.